# Маршал Королевских Австралийских ВВС
Маршал Королевских Австралийских ВВС (англ. Marshal of the Royal Australian Air Force) — высшее воинское звание в Королевских ВВС Австралии. Соответствует званию «Фельдмаршал» в Сухопутных войсках Австралии и званию «Адмирал флота» в Королевском ВМФ Австралии. Является «пятизвёздным» званием (по применяемой в НАТО кодировке — OF-10).

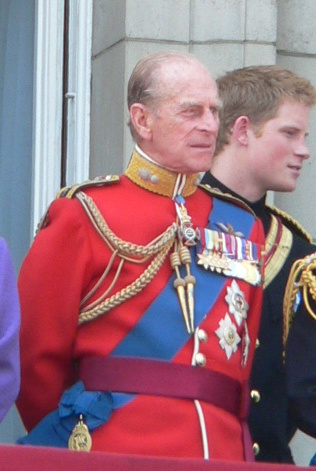
Филипп, герцог Эдинбургский - один из двух носителей данного звания (2 апреля 1954)

Следует за званием «Главный маршал авиации» и является высшим званием для военнослужащих Военно-воздушных сил. Является прямым аналогом британского звания «Маршал Королевских ВВС».

## История
Звание учреждено 2 июня 1938 года. За всю историю ВВС Австралии, данное звание было присвоено только двум членам Королевской семьи в качестве почётного.

## Носители звания
| № | Имя                         | Портрет | Годы жизни | Дата присвоения звания | Прим. |
| - | --------------------------- | ------- | ---------- | ---------------------- | ----- |
| 1 | Георг VI                    |         | 1895—1952  | 2 июня 1938            | [ 4 ] |
| 2 | Филипп, герцог Эдинбургский |         | 1921—2021  | 1 апреля 1954          | [ 3 ] |

## Галерея

Нарукавные/наплечные знаки различия (на повседневную и парадную форму)